# Diagrama de ojos
El diagrama de ojo o patrón de ojo es un método utilizado para el análisis del comportamiento de los enlaces de transmisión. Permite analizar las formas de onda de los pulsos que se propagan en un enlace de comunicaciones, para lograr observar sus formas, desfases, niveles de ruido, potencias de las señales... y con ello apreciar la distorsión del canal (ISI), la severidad del ruido o interferencia y los errores de sincronismo en el receptor.

## Concepto
El diagrama de ojo corresponde a un gráfico que muestra la superposición de las distintas combinaciones posibles de unos y ceros en un rango de tiempo o cantidad de bits determinados. Dichas combinaciones transmitidas por el enlace permiten obtener las características de los pulsos que se propagan por el medio de comunicación, sean estos por medio de fibra óptica, coaxial, par trenzado, enlaces satelitales, etc. El gráfico se forma superponiendo los trazos de la salida del filtro receptor en un osciloscopio.
Por ejemplo, en una secuencia de 3 bits hay 8 combinaciones posibles, las que pueden ser observadas en la figura. Se observa que no se consideran las cadenas de 3 unos y 3 ceros consecutivas, ya que, debido a la superposición de las otras combinaciones, quedan determinadas implícitamente.

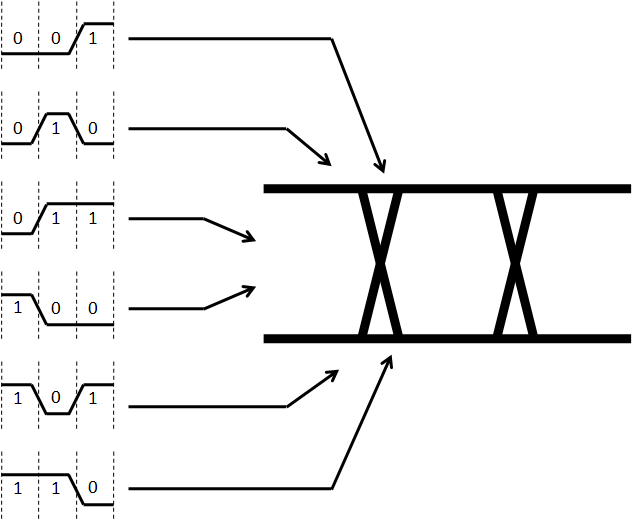
Concepto del diagrama de ojo

Debido a la capacidad de los diagramas de ojo de representar la superposición de varias señales simultáneamente es que son conocidos como patrones multi-valores, ya que a diferencia de las señales medidas normalmente en un osciloscopio, cada punto en el eje del tiempo tiene asociado múltiples niveles de voltaje.

## Parámetros del pulso

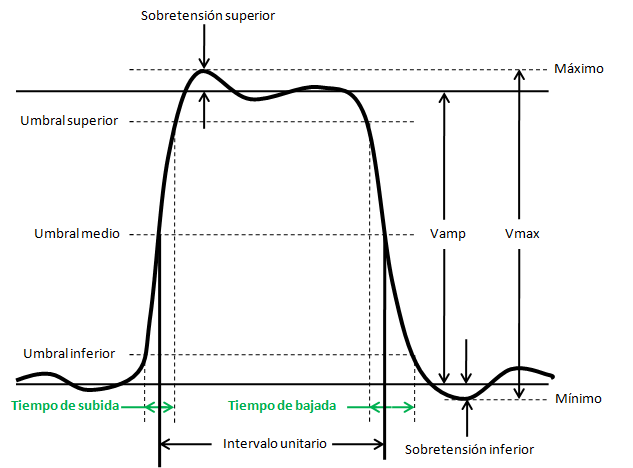
Definición de los parámetros del pulso

- Sobretensión superior/inferior: Porcentaje de amplitud excedente del nivel de 1 (sobretensión superior) o 0 (sobretensión inferior).
- Vamp: Amplitud del pulso.
- Vmax: Amplitud máxima.
- Tiempo de subida/bajada: Para obtenerlo, primero se ubican los niveles de cero y uno lógico, luego se obtiene el tiempo relacionado entre el 10% y 90% del valor máximo de amplitud del pulso (nivel de 1). El tiempo entre ambos rangos es el que se conoce como tiempo de subida. De la misma forma se obtiene el tiempo de bajada, en el extremo de descenso del pulso.
- Intervalo unitario: tiempo entre dos transiciones de señal adyacentes.

## Análisis de los parámetros del ojo
Existen dos tipos de análisis. El primero se refiere fundamentalmente al análisis de las distintas características de la forma de onda del pulso. Mientras que el segundo consiste en la comparación de la máscara medida directamente en el patrón de ojo con una máscara preestablecida.

### Análisis a partir de las características de la forma de onda del pulso
Las características a analizar son: el tiempo de subida, tiempo de bajada, sobretensión superior e inferior y el jitter, que están referidas a cuatro propiedades fundamentales del Ojo, el nivel de 0, nivel de 1, cruce de amplitud y cruce de tiempo.

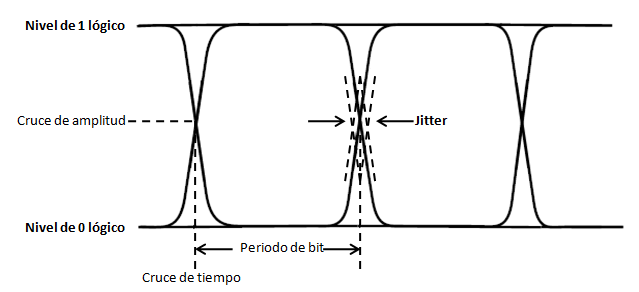
Propiedades fundamentales del ojo

- Nivel de 1 lógico: Corresponde a la medición del valor promedio del nivel de un uno lógico. Esto se debe a que el diagrama de ojo utiliza métodos estadísticos en la construcción del patrón, es decir, se genera un histograma con los distintos valores del pulso y luego se considera una zona reducida del ancho del pulso, con lo que se logra obtener el promedio del nivel uno de dicho pulso.
- Nivel de 0 lógico: Corresponde a la medida del valor medio del nivel cero lógico. Al igual que en el caso del nivel de uno las técnicas de medición del nivel de cero son las mismas.
- Cruce de amplitud: se refiere al nivel de voltaje en el cual se produce la apertura del ojo y su posterior cierre.
- Cruce de tiempo: se refiere al tiempo en el que se produce la apertura del ojo y su posterior cierre.
- Periodo de bit: período entre la apertura y cierre del ojo. Se obtiene a partir del cruce de amplitud y el cruce de tiempo.
- Jitter: Corresponde básicamente a una desviación de fase respecto de la posición ideal en el tiempo de una señal digital que se propaga en un canal de transmisión. Es un efecto completamente indeseable en cualquier sistema de comunicaciones porque introduce una serie de problemas al canal, que de no ser tratado adecuadamente puede degradar completamente la calidad y desempeño del enlace.

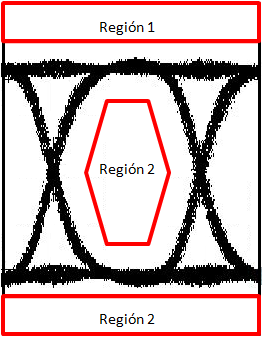
Concepto de máscara

### Análisis a partir de comparación de máscara
Las máscaras preestablecidas definen regiones específicas en el diagrama de ojo, dentro de las cuales los pulsos u ondas no deben introducirse. Dichas máscaras son muy útiles, por medio de ellas se especifican zonas no permitidas para las señales. Con ello se logra preestablecer un diseño óptimo de enlaces que cumplan ciertas características, ya que, si la señal digital que se propaga por el canal se introduce en dichas regiones, se observa claramente problemas y errores en la transmisión.

## Análisis de las propiedades de la señal
En presencia de ISI, cuando el pulso no satisface el criterio de Nyquist, el diagrama tenderá a cerrarse verticalmente. Para una transmisión sin errores en ausencia de ruido, el ojo debe mantener cierta apertura vertical (a), o en caso contrario existirán señales de interferencia entre símbolos que provocarán errores.
Cuando el ojo no esté totalmente cerrado, la interferencia entre símbolos reducirá el valor del ruido aditivo admisible. Por tanto, cuanto mayor apertura vertical, mayor inmunidad frente al ruido. El instante óptimo de muestreo será el punto de máxima apertura vertical del ojo, pero esto nunca puede ser logrado de forma precisa por un sistema práctico de recuperación de sincronismo. Por eso, la apertura horizontal del ojo (b) es también importante desde el punto de vista práctico. Cuanto mayor sea la pendiente (c), mayor sensibilidad tendrá el sistema a errores cometidos en la recuperación del sincronismo (errores en el cálculo del instante de muestreo).

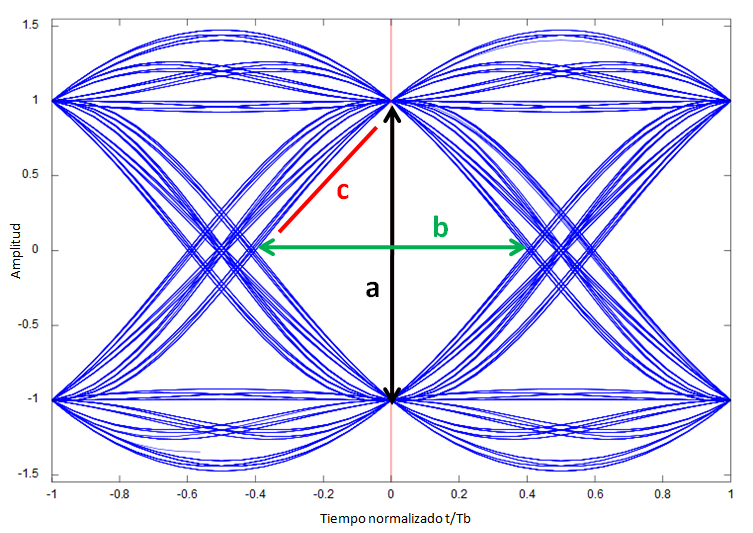
Diagrama de ojo de una modulación PSK.

## Señal de televisión
En medidas de señal de televisión, la amplitud, el tiempo de subida y el jitter vienen definidos por la SMPTE 259M.
| Medida             | SMPTE 259M                          |
| ------------------ | ----------------------------------- |
| Amplitud           | 0.8 Voltios ± 10%                   |
| Tiempo de subida   | del 20% al 80% (de 0,4 ns a 1,5 ns) |
| Jitter             | <0.2 UI p-p, 10 Hz HPF              |
| Intervalo unitario | NTSC: 7,0 ns PAL: 5,6 ns            |

Las mediciones de tiempo de subida se realizan desde el 20% a 80% en puntos adecuados para los dispositivos de lógica ECL. Puesto que la señal de serie cuenta con aproximadamente un tiempo de subida de 1 ns, la medición deberá ser ajustado por la siguiente fórmula:
{\displaystyle Ta={\sqrt {Tm^{2}-0,5Ts^{2}}}}
Donde:
Ta: tiempo de subida actual
Tm: tiempo de subida medido
Ts: tiempo de subida del ámbito de aplicación:

Ejemplo: 
Con un alcance 10 a 90% del tiempo de subida de 1.0 ns, un tiempo de subida medido de 1.2 ns indicaría una forma de onda de serie real de 20 a 80% del tiempo de subida de 0,97 ns.
- Datos: Q760290
- Multimedia: Eye diagrams / Q760290